# Pullerinmäki
Pullerinmäki est le 10e quartier d'Hämeenlinna en Finlande.

## Présentation
Pullerinmäki est situé à environ deux kilomètres au nord-ouest du centre-ville d'Hämeenlinna.
Le quartier est bordé à l'est par la route nationale 3, à l'ouest par le lac Ahvenistonjärvi et au nord par Pikku-Parola et au sud par Kauriala.
Le parc immobilier du quartier se compose principalement de maisons individuelles, et quelques groupes d'immeubles résidentiels.
Le quartier de Pullerinmäki compte de nombreux salles et terrains de sport.
Tiiriö est une subdivision de Pullerinmäki, située à l'intersection de la route nationale 3 et de la route principale 57. 
Tiiriö est une grande zone de supermarché avec de nombreux services.
Rinkelinmäki, qui fait partie de la formation d'eskers d'Ahvenisto, fait aussi partie du quartier de Pullerinmäki.
Rinkelinmäki est connu pour la patinoire Pohjantähti Areena, où réside le club de hockey Hämeenlinnan Pallokerho et pour son école de chiens policiers. 
Le quartier abrite également la banlieue de Rinkelinmäki et le château d'eau d'Hämeenlinna, et ses salles de tennis et de floorball.

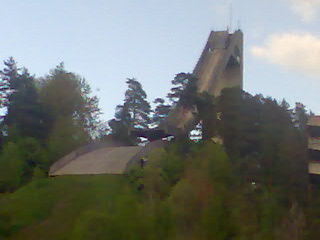
Tremplin de saut à ski d'Ahvenisto.

Pullerinmäki abrite le parc des sports d'Hämeenlinna, qui comprend des terrains de football, un terrain de baseball, une Patinoire de hockey sur glace et deux halles de sport: Säästöpankki Areena et Loimua Areena.
Ahvenistonharju abrite aussi les tremplins de saut à ski d'Ahvenisto et dans sa partie nord, la prison d'Hämeenlinna .